# Claudia Ștef
Claudia Nicoleta Ștef (nume de fată Claudia Iovan; n. 25 februarie 1978, Craiova, România) este o atletă română, specializată în marș. Deține recordul mondial la 3.000 m în sală.

## Biografie
S-a apucat de atletism la vârsta de 11 ani, practicând în special triplusalt. Totuși, a început să sufere de probleme la spate și a trebuit să înceteze atletismul de teamă de a deveni paralizată. În anul 1995 a încercat marșul, care nu solicită coloană vertebrală în același mod, pentru a o urma pe cea mai bună prietenă. Într-o perioadă de cinci luni a devenit campioană națională la vârsta, apoi a cucerit medalia de bronz la Campionatul Mondial de juniori din 1996 la proba de 5.000 m. Un an mai târziu, a câștigat Campionatul European de Juniori. 
În anul 1999 a stabilit un nou record mondial în sală la proba de 3.000 m cu timpul de 11:40,33. În același an, s-a căsătorit cu Sebastian Ștef, șeful de la CSM Craiova și fiul antrenorului ei, Horia Ștef, apoi a luat medalia de aur la Campionatul European de tineret (U23) și la Universiada de la Palma de Mallorca. Totuși, a fost controlată pozitivă cu nandrolonă în anul 2000 și a fost suspendată timp de doi ani.
S-a calificat la Jocurile Olimpice de vară din 2004 de la Atena, dar nu a putut să participă din cauza așa-numitei „regulii Țiriac”, prin care un sportiv sancționat pentru dopaj nu mai poate reprezenta România la Jocurile Olimpice. Decizia Comitetului Olimpic Român a rămas în vigoare din cadrul Jocurilor Olimpice din 2008 de la Beijing, apoi a fost ridicată. Astfel Claudia Ștef a participat ca debutantă la proba de 20 km marș la Jocurile Olimpice de vară din 2012 de la Londra. S-a clasat pe locul 38 cu timpul de 1:33:56, o mare dezamăgire pentru ea.
În mai 2015 a reușit timpul de 1:34:31 la Cupa Europeană de la Murcia, îndeplinind baremul de calificare pentru Jocurile Olimpice din 2016 de la Rio de Janeiro. În luna mai 2016 a fost depistată pozitiv cu meldonium, o substanță interzisă la începutul aceluiași an de Agenția Mondială Antidoping, dar ea a fost declarată nevinovată.
In prezent, ea este antrenoare la Clubul Sportiv Municipal Craiova.
A primit titlul de Maestră a Sportului în 1996. În 2004 a fost decorată cu Medalia „Meritul Sportiv” clasa I.

## Realizări
| An   | Competiție                               | Locație                        | Loc | Eveniment | Note     |
| ---- | ---------------------------------------- | ------------------------------ | --- | --------- | -------- |
| 1996 | Campionatul Mondial de Juniori (sub 20)  | Sydney, Australia              | 3   | 5000 m    | 21:57,11 |
| 1997 | Cupa Mondială de Marș                    | Poděbrady, Cehia               | 33  | 10 km     | 45:03    |
| 1997 | Campionatul European de Juniori (sub 20) | Ljubljana, Slovenia            | 1   | 5000 m    | 21:15,99 |
| 1998 | Cupa Europeană de Marș                   | Dudince, Slovacia              | 3   | 10 km     | 43:12    |
| 1998 | Campionatul European                     | Budapesta, Ungaria             | 12  | 10 km     | 44:10    |
| 1999 | Cupa Mondială de Marș                    | Mézidon-Canon, Franța          | 6   | 20 km     | 1:29:39  |
| 1999 | Campionatul European de Tineret (sub 23) | Göteborg, Suedia               | 1   | 20 km     | 1:33:17  |
| 1999 | Campionatul Mondial                      | Sevilla, Spania                | 11  | 20 km     | 1:33:46  |
| 1999 | Universiada                              | Palma de Mallorca, Spania      | 1   | 10 km     | 44:22    |
| 2002 | Cupa Mondială de Marș                    | Torino, Italia                 | 6   | 20 km     | 1:30:05  |
| 2002 | Campionatul European                     | München, Germania              | 5   | 20 km     | 1:29:57  |
| 2003 | Campionatul Mondial                      | Paris, Franța                  | 5   | 20 km     | 1:29:09  |
| 2004 | Cupa Mondială de Marș                    | Naumburg, Germania             | 12  | 20 km     | 1:29:40  |
| 2005 | Cupa Europeană de Marș                   | Miskolc, Ungaria               | 4   | 20 km     | 1:30:11  |
| 2005 | Campionatul Mondial                      | Helsinki, Finlanda             | 8   | 20 km     | 1:30:07  |
| 2006 | Cupa Mondială de Marș                    | A Coruña, Spania               | 11  | 20 km     | 1:29:46  |
| 2006 | Campionatul European                     | Göteborg, Suedia               | 5   | 20 km     | 1:29:27  |
| 2007 | Cupa Europeană de Marș                   | Leamington Spa, Marea Britanie | 8   | 20 km     | 1:30:34  |
| 2007 | Campionatul Mondial                      | Osaka, Japonia                 | 6   | 20 km     | 1:32:47  |
| 2008 | Cupa Mondială de Marș                    | Ceboksarî, Rusia               | 21  | 20 km     | 1:33:19  |
| 2009 | Cupa Europeană de Marș                   | Metz, Franța                   | 15  | 20 km     | 1:39:10  |
| 2009 | Campionatul Mondial                      | Berlin, Germania               | 22  | 20 km     | 1:36:09  |
| 2011 | Cupa Europeană de Marș                   | Olhão, Portugalia              | —   | 20 km     | DS       |
| 2011 | Campionatul Mondial                      | Daegu, Coreea de Sud           | 24  | 20 km     | 1:36:55  |
| 2012 | Cupa Mondială de Marș                    | Saransk, Rusia                 | 9   | 20 km     | 1:32:15  |
| 2012 | Jocurile Olimpice                        | Londra, Marea Britanie         | 38  | 20 km     | 1:33:56  |
| 2015 | Cupa Europeană de Marș                   | Murcia, Spania                 | 25  | 20 km     | 1:34:31  |
| 2015 | Cupa Europeană de Marș                   | Murcia, Spania                 | 7   | echipe    | 1:34:31  |
| 2015 | Campionatul Mondial                      | Beijing, China                 | 24  | 20 km     | 1:34:51  |
| 2016 | Jocurile Olimpice                        | Rio de Janeiro, Brazilia       | 57  | 20 km     | 1:41:47  |

## Recorduri personale
| Probă               | Performanță   | Dată               | Locație    |
| ------------------- | ------------- | ------------------ | ---------- |
| 10 000 m marș       | 43:41,70 RN20 | 24 mai 1997        | București  |
| 10 km marș          | 42:35         | 15 septembrie 2002 | Alba Iulia |
| 20 km marș          | 1:27:41 RN    | 5 iunie 2004       | La Coruña  |
| 3000 m marș în sală | 11:40,33 RM   | 30 ianuarie 1999   | București  |